# باركر كونراد
باركر كونراد (بالإنجليزية: Parker Conrad)‏ هو مسير أعمال أمريكي، ولد في 1980.